# 青山博之
青山 博之（あおやま ひろゆき、1932年 - ）は、日本の建築構造学者。研究分野：建築構造・材料。日本地震工学会初代会長。日本原子力発電株式会社・関西電力株式会社・独立行政法人日本原子力研究開発機構耐震指針検討分科会を設置時に主査。東京大学名誉教授。東京大学を退官後は日本大学理工学部・総合科学研究所教授。日本建築構造技術者協会名誉会長。公益財団法人樫の芽会理事長。青山耐震フォーラム代表。他に日本建築学会関東支部長なども歴任。
著書に『マトリックス法による構造解析』（培風館）『鉄筋コンクリート建物の終局強度型耐震設計法』『構造実験と構造設計』（技報堂出版）『コンクリート系構造の設計』（新建築学大系 41、彰国社）『鉄筋コンクリート構造計算規準・同解説』（日本建築学会）『性能評価を踏まえた免震・制震構造の設計』（日本ERI構想評定委員会編・技報堂出版）デジタルアーカイブで「1968年十勝沖地震の被害調査と研究　建築界に与えたせん断破壊の衝撃」など。
1977年に日本建築学会賞論文賞。鉄筋コンクリート構造の耐震性の高度化に関する一連の研究と国際技術交流に関する貢献で、2007年
日本建築学会賞大賞受賞。

## 家族
- 父・青山秀三郎(1894-1969) ‐ 東京大学名誉教授、工学博士、鉱山学者。東京帝国大学工科大学採鉱科卒業後、同大助教授、約2年間の欧米留学を経て工学博士号取得、同大教授就任。[12][13]
- 母・定子 ‐ 男爵西村精一の娘。学習院女学部出身。[12]
- 伯父・青山荘 ‐ 父の兄。福井県高額所得者。農業。[12]
- 義叔父・野村行一 ‐ 父の妹の夫
- 義叔父・高島七郎右衛門（勝也） ‐ 父の妹の夫。高島七郎右衛門の長男。
- 義伯父・多久安信 ‐ 母の姉の夫